# Fußball-Bundesliga 2004-2005 (Austria)
L'edizione 2004-05 del campionato di calcio della Bundesliga vide la vittoria finale del Rapid Vienna.
Capocannoniere del torneo fu Christian Mayrleb (Pasching), con 21 reti.

## Classifica finale
|     | Classifica       | G  | V  | N  | P  | GF | GS | Pt |
| --- | ---------------- | -- | -- | -- | -- | -- | -- | -- |
| 1.  | Rapid Vienna     | 36 | 21 | 8  | 7  | 67 | 31 | 71 |
| 2.  | Grazer AK        | 36 | 21 | 7  | 8  | 58 | 28 | 70 |
| 3.  | Austria Vienna   | 36 | 19 | 12 | 5  | 64 | 24 | 69 |
| 4.  | Austria Kärnten  | 36 | 17 | 9  | 10 | 53 | 48 | 60 |
| 5.  | Mattersburg      | 36 | 12 | 9  | 15 | 48 | 58 | 45 |
| 6.  | Wacker Tirol     | 36 | 11 | 11 | 14 | 48 | 48 | 44 |
| 7.  | Sturm Graz       | 36 | 10 | 10 | 16 | 37 | 47 | 40 |
| 8.  | Admira Wacker M. | 36 | 10 | 8  | 18 | 36 | 63 | 38 |
| 9.  | Salisburgo       | 36 | 9  | 9  | 18 | 37 | 51 | 36 |
| 10. | Bregenz          | 36 | 4  | 9  | 23 | 30 | 80 | 21 |

### Verdetti
- Rapid Vienna Campione d'Austria 2004-05.
- Schwarz-Weiß Bregenz retrocesso in 1. Liga.